# Congrès de Jérusalem
Le Congrès de Jérusalem est un congrès réuni en 1931 à Jérusalem par des indépendantistes arabes. Ce congrès fut islamique et panarabe. Il a réuni de nombreuses personnalités arabes, comme Messali Hadj, Abdelaziz Thâalbi et l'émir Chékib Arslan, rédacteur du journal « la Nation Arabe ».
Le Congrès est connu pour avoir voté le « Pacte Arabe » qui proclame l'« unité complète et indivisible » des pays arabes, le devoir de chaque pays arabe de tendre « à un seul but : l'indépendance complète et l'unité » et la nécessité de « combattre de toutes ses forces » le colonialisme. Ce pacte devint l'inspirateur et le guide des chefs de partis nationalistes du Maghreb.